# يويا أوتشيدا
يويا أوتشيدا (内田夕夜 أوتشيدا يويا) هو ممثل ياباني ولد في 3 ديسمبر 1965 في ميساتو، سايتاما.

## أدواره في الأنمي

### مسلسلات أنمي تلفزيونية
- سول إيتر - دكتور فرانكن شتاين
- غوين ساغا - ألدو ناريس
- المقيم الأبدي - شينريجي
- تشيكو وريثة اللص ذي العشرين وجه - ذو العشرين وجه
- آيشيلد 21 - كيد/شيين موشانوكوجي
- ذئب و توابل II - ريغورو
- ناروتو شيبودن - رينجي
- باندورا هارتس - الدوق روفوس بارما
- دار الأوراق الخمس - ماتسوكيتشي
- فايري تايل - سامويل، قائد فرسان غارو، كاما
- الخطايا السبع المميتة - هندريكسون
- الخطايا السبع المميتة: تلميحات الحرب المقدسة - هندريكسون

### أوفا أنمي
- سوبرنتشرل ذي أنيميشن - سام وينشيستر

### أفلام أنمي
- الفرقة المتنقلة المدرعة: ستاند ألون كومبليكس: سوليد ستيت سوسايتي - تاتياكي كوشيكي

## أدواره في الدبلجة اليابانية
- سوبرنتشرل - سام وينشيستر (الصوت الثاني)
- باتمان: الجرأة و الشجاعة - غرين أرو، بلو بومان
- ازدراع - دوم كوب
- المغادرون - بيلي كوستيغان
- انقسام - دينيس، باتريشيا, هيدويغ، الوحش, كيفن ويندل كرامب، باري, أورويل، جايد

## وصلات خارجية
- يويا أوتشيدا على موقع IMDb (الإنجليزية)
- يويا أوتشيدا على موقع ميوزك برينز (الإنجليزية)
- يويا أوتشيدا على موقع قاعدة بيانات الفيلم (الإنجليزية)